# Daria Mieloszyńska
Daria Mieloszyńska, po mężu Zwolak (ur. 24 listopada 1983 w Poznaniu) – polska koszykarka grająca na pozycji skrzydłowej (F). Reprezentantka Polski.

## Kariera sportowa
Jest wychowanką Olimpii Poznań, w której barwach występowała w latach 1998-2002 w I lidze, była dwukrotnie mistrzynią Polski juniorek, a w 2002 wywalczyła awans do ekstraklasy. W latach 2002–2004 występowała w zespole Illinois Central College, w latach 2004-2007 w zespole Texas Longhorns. Następnie wróciła do Polski, była zawodniczką Tęczy Leszno (2007/2008), CCC Polkowice (2008-2010), Lotosu Gdynia (2010/2011), francuskiej Tarbes Gespe Bigorre (runda jesienna sezonu 2011/2012), hiszpańskiej Caja Rural Tintos de Toro (runda wiosenna sezonu 2011/2012), Wisły Kraków (2012/2013), Artego Bydgoszcz (2013/2014), hiszpańskiej CD Zamarat (2014/2015). Od 2015 jest zawodniczką kolejnego hiszpańskiego klubu - Uni Girona.
Z Wisłą Kraków zdobyła wicemistrzostwo Polski (2013), z Artego Bydgoszcz brązowy medal mistrzostw Polski (2014).
W 2009 wystąpiła na mistrzostwach Europy seniorek, zajmując z drużyną 11. miejsce.
Jej mężem jest koszykarz Sebastian Zwolak.

## Osiągnięcia
Stan na 24 maja 2017, na podstawie, o ile nie zaznaczono inaczej.
NJCAA
- Mistrzyni NJCAA (2003)
- Zaliczona do II składu NJCAA All-American (2004)

NCAA
- Uczestniczka turnieju NCAA (2005)

Drużynowe
- Wicemistrzyni Polski (2013)
- Brązowa medalistka mistrzostw Polski (2014)
- Zdobywczyni pucharu Polski (2011)
- Finalistka pucharu Polski (2010, 2013)
- Awans do PLKK (2002)

Indywidualne
- Uczestniczka meczu gwiazd PLKK (2008, 2010, 2014 – nie wystąpiła[4])
- Zaliczona do (przez eurobasket.com):
  - I składu:
    - zawodniczek krajowych PLKK (2011)
    - PLKK All-Newcomers Team (2008)

Reprezentacja
- Uczestniczka mistrzostw Europy (2009 – 11. miejsce)